# Traité de coopération mutuelle et de sécurité entre les États-Unis et le Japon
Lire en ligne

Treaty of Mutual Cooperation and Security between Japan and the United States of America

Le traité de coopération mutuelle et de sécurité entre les États-Unis et le Japon (日本国とアメリカ合衆国との間の相互協力及び安全保障条約, Nippon-koku to Amerika-gasshūkoku to no Aida no Sōgo Kyōryoku oyobi Anzen Hoshō Jōyaku, en anglais Treaty of Mutual Cooperation and Security between the United States and Japan) a été signé le 19 janvier 1960 entre le Japon et les États-Unis.

## Historique du traité

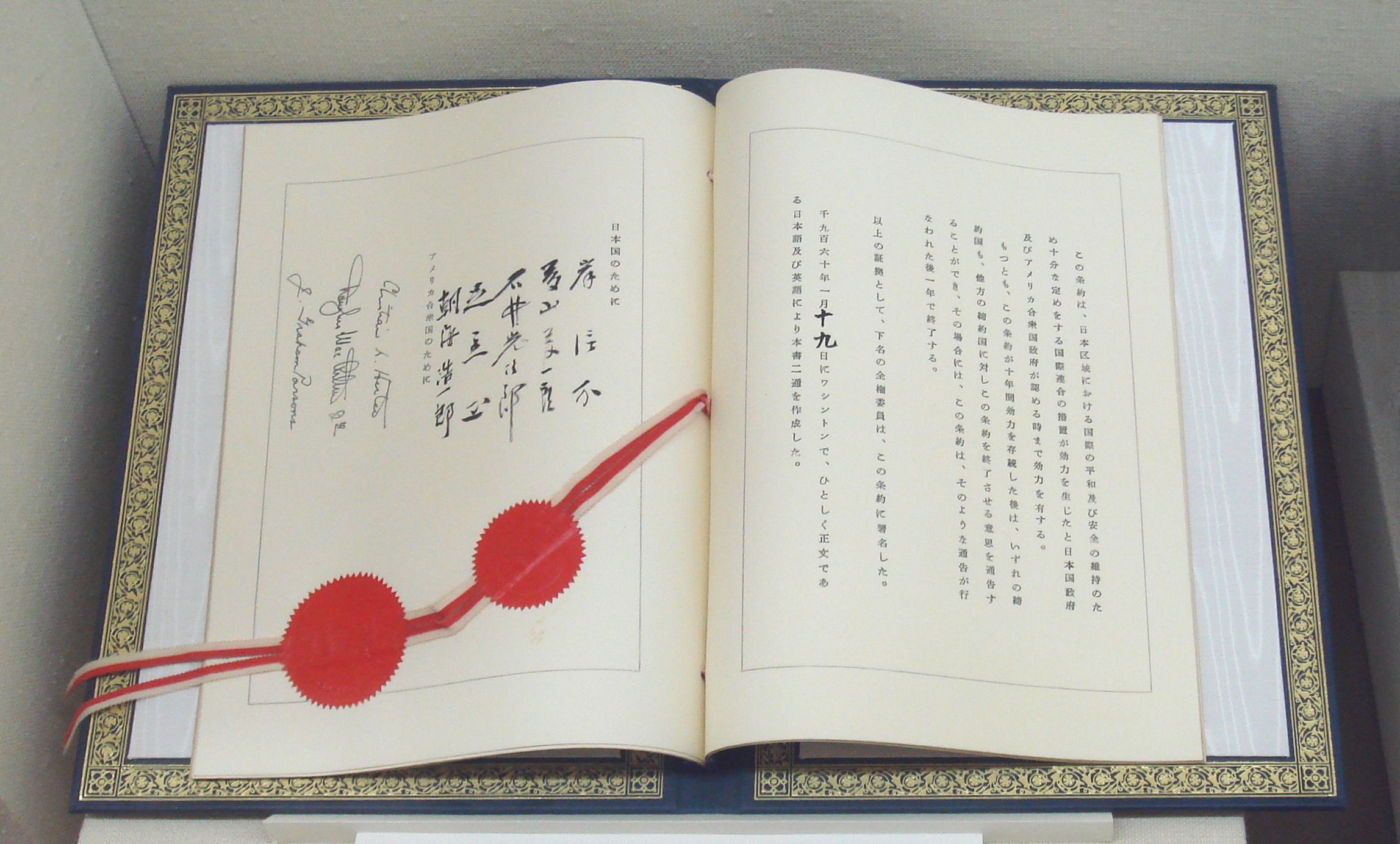
Le traité signé le 19 janvier 1960.

Il s'agit en fait d'une renégociation du Traité de sécurité entre les États-Unis et le Japon (connu sous le nom d'ANPO, abréviation de Anzen Hosho Joyaku, traité de sécurité garantie) conclu le 8 septembre 1951 en même temps que traité de paix de San Francisco, en complément du programme d'assistance militaire des États-Unis à ses alliés.
Le traité de 1951 ne prévoyait que le maintien des troupes et des bases américaines au Japon. Le rapport de force était clairement en faveur des États-Unis, et le Japon était relégué au rang d'allié coopératif.
Le traité de 1960 est par contre plus équilibré en termes de rapport de force. Il s'agit ici d'un traité de sécurité mutuelle et de collaboration, introduisant une notion de réciprocité. Ainsi, bien que conservant leurs bases et leurs troupes, les États-Unis se voient contraints de consulter le gouvernement japonais pour les utiliser, ou pour introduire des armes nucléaires dans le territoire et posent les bases des futures relations entre ces deux nations au niveau politique et économique.
Ce texte, qui fit l'objet d'une forte contestation occasionnant des manifestations parfois violentes au Japon et d'un refus du Parti socialiste japonais de siéger à la Diète du Japon lors de sa ratification, fut signé par le Secrétaire d'État des États-Unis Christian Herter et le Premier ministre du Japon Nobusuke Kishi.

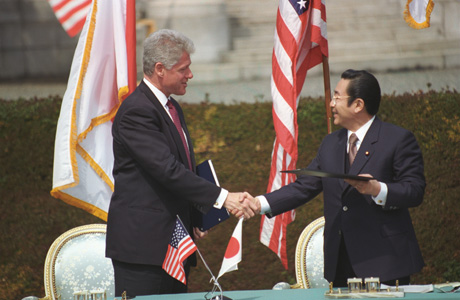
Rencontre entre le président des États-Unis Bill Clinton et le Premier ministre du Japon Ryūtarō Hashimoto en 1996.

Cette alliance a été réaffirmée lors de la déclaration Clinton/Hashimoto le 17 avril 1996 et par les lignes directrices pour la coopération américano-japonaise en matière de défense (Guidelines for US-Japan Defense Cooperation) approuvées en 23 septembre 1997 renouvelant l'accord du 27 novembre 1978 qui ont renforcé la coordination et la coopération militaire bilatérale en cas de conflit armé dans la région.
La mise en œuvre de cet accord se limite aux cas d'attaque armée contre le Japon et aux situations qui, dans les zones qui entourent le Japon, ont une influence importante sur la paix et la sécurité du Japon.
Pour le gouvernement japonais, cet accord de sécurité s'applique à l'ensemble de la région d'Extrême-Orient (極東の範囲, kyokutō no han'i) allant jusqu'au nord des Philippines et inclut la défense des voies maritimes dans un périmètre de 1 000 milles marins autour de l'archipel.

## Texte du traité
Le traité comporte un préambule et dix articles.
L'article premier inscrit le traité dans le cadre des Nations unies, les parties s'engageant « conformément à la Charte des Nations Unies, à régler par des moyens pacifiques tous différends internationaux dans lesquels elles pourraient être en cause ».
L'article III définit en termes généraux la nature de l'engagement de coopération et d'assistance mutuelle pris par les deux parties en ces termes : « Agissant individuellement et en coopération l'une avec l'autre, les Parties maintiendront et accroîtront, sous réserve de leurs dispositions constitutionnelles, leur capacité de résistance à une attaque armée en développant leurs propres moyens et se prêtant mutuellement assistance d'une manière continue et effective. ».
L'article V stipule plus précisément que le traité couvre les « territoires sous administration japonaise » et engage les deux parties en cas d'attaque armée à prendre « des mesures pour faire face au danger commun ».
L'article VI prolonge la présence de forces américaines au Japon, objet du précédent traité de sécurité de 1951, en ces termes : « Afin de contribuer à la sécurité du Japon et au maintien de la paix et de la sécurité internationales en Extrême-Orient, l'usage de zones et d'installations situées au Japon est concédé aux forces terrestres, aériennes et navales des États-Unis d'Amérique. ». Cet article stipule également que les modalités en seront régies par un accord séparé sur les zones et installations ainsi que sur le statut de ces forces armées.
L'article X stipule que le traité est signé pour une durée indéterminée, mais qu'après dix ans chaque partie peut le dénoncer avec un préavis d'un an.

## Accord sur les zones et installations et le statut des forces armées américaines au Japon
En même temps que le traité, Américains et Japonais concluent un accord détaillé sur les modalités concrètes, juridiques et financières qui régissent l'installation et le départ de forces américaines dans des bases sur le sol japonais. Cet accord demeure en force au début du XXIe siècle.
L'article XXV de cet accord instaure une commission mixte (Japan-U.S. Security Consultative Committee) par l'intermédiaire de laquelle le gouvernement japonais et le gouvernement des États-Unis pourront se consulter sur toutes les questions relatives à la mise en œuvre du présent Accord qui nécessiteront des consultations mutuelles. Cette commission se réunit à la demande, environ une fois par an depuis la fin de la guerre froide,.

## Forces des États-Unis au Japon

Badge des USFJ.

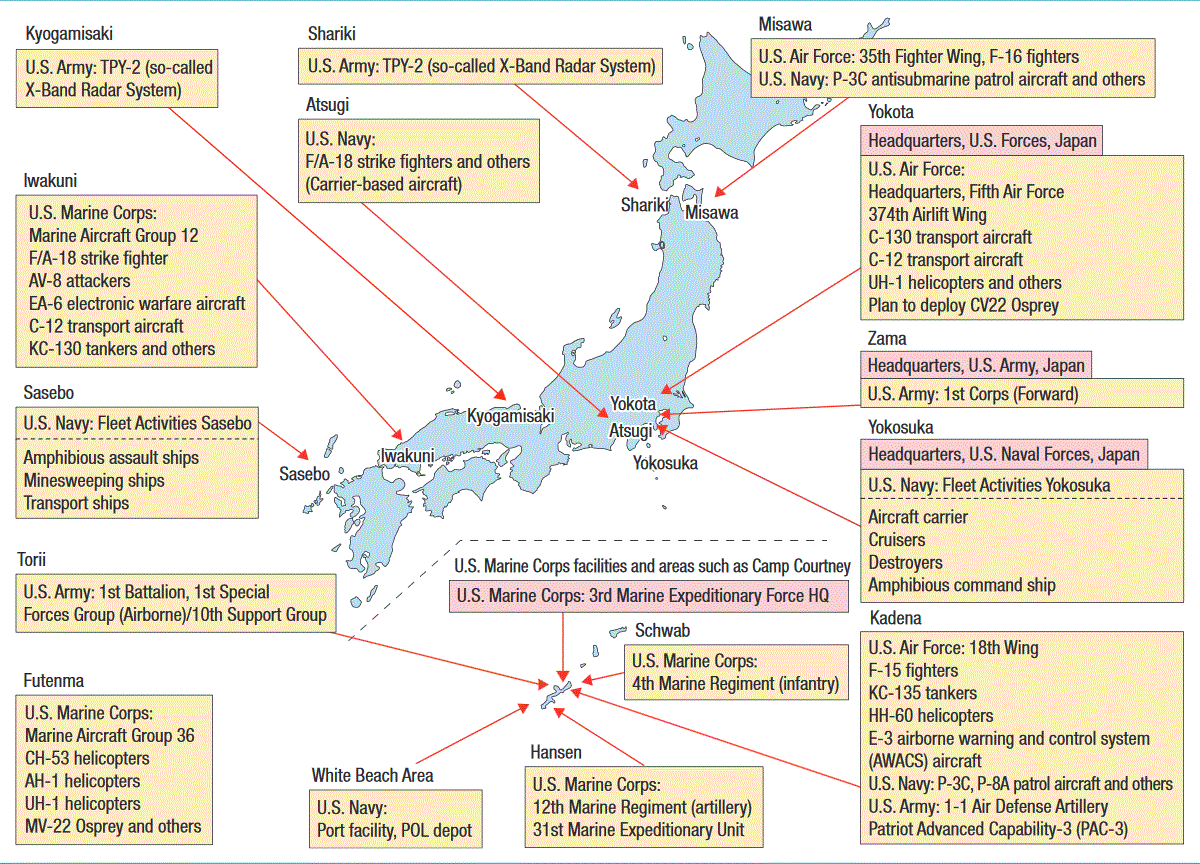
Principales bases militaires et matériels américains au Japon en 2016.

Les forces américaines au Japon (United States Forces Japan ou USFJ) sont présentes depuis la signature des actes de capitulation du Japon en septembre 1945 quand 350 000 militaires américains assistés d'autres forces alliées occupent dans un premier temps l'archipel.
Les forces armées des États-Unis disposent, en 2007, de 33 453 militaires et de 5 500 employés civils du département de la Défense dans les Forces des États-Unis au Japon, les United States Forces Japan ou USFJ (在日米軍, Zainichi Beigun) — dépendant du United States Pacific Command. La Septième flotte américaine est basé à la base navale de Yokosuka. Le III Marine Expeditionary Force (III MEF) est encaserné à Okinawa et 130 chasseurs de la cinquième force aérienne des États-Unis (5th USAAF), dépendant des Pacific Air Forces de l'USAF stationnent à la Misawa Air Base et la Kadena Air Base.
Il est prévu une réduction des forces américaines au Japon. 8 000 Marines et 9 000 personnes à charge doivent entre autres quitter Okinawa pour Guam en 2014.
Le gouvernement japonais paye pour le support de ces forces, en 2012, 191,9 milliards de yens (en 2007, 217 milliards de yens soit environ 2 milliards de dollars américains) tandis que le loyer payé par les États-Unis en 2010 pour leurs installations sur l'île d'Okinawa est d'environ 800 millions de dollars par an.

### Wikisource
- Texte en anglais du traité